# Lluïsa Duran Cama
Lluïsa Duran Cama (San Felíu de Guixols, 1899 - La Bisbal, 1983) fue una librera y activista política y cultural española represaliada por el franquismo.

## Biografía
Nacida en San Feliu de Guíxols, fue hija de Narcís Duran Juera y Cristina Cama. Su padre, pedagogo, masón, anticlerical, federalista, promotor del cooperativismo y de la escuela racionalista, fue alcalde de Sant Feliu durante el período 1912-1919. El hecho de crecer en una familia de mentalidad abierta, permitió a Lluïsa Duran no sufrir discriminación por razón de sexo y adquirir un gran bagaje cultural. De 1920 a 1927, ejerció de maestra auxiliar en las escuelas municipales.
En 1926 se casó con el músico Gaietà Hugas Callol, hijo de Juan Hugas Pascual, alcalde de La Escala. Su padrino de boda fue Josep Irla i Bosch. En 1927 nació su hijo Joan Hugas Duran, que en 1981 se convirtió en el primer alcalde democrático de La Bisbal.
En 1931, la pareja Hugas-Duran se trasladó a la La Bisbal del Ampurdán para hacerse cargo de la librería Bahí, en las bóvedas, que desde entonces se llamó Librería Hugas.
Durante la guerra civil española, sus ideas federalistas y catalanistas la llevaron a colaborar como secretaria del sindicato CNT.
En 1939, con la derrota del bando republicano, fue detenida, rapada, humillada y paseada, entre dos guardias civiles, por las calles de La Bisbal, siendo la única mujer de aquella ciudad que fue sometida a un consejo de guerra sumarísimo, acusada de rebelión militar y condenada a prisión perpetua. Estuvo recluida en las cárceles de [|Girona]] (Seminario y Adoratrices), en la cárcel de mujeres de Les Corts de Barcelona, en la cárcel de Palma de Mallorca y en la cárcel de Amorabieta, conocida como El cementerio de las vivas. En 1945 le conmutaron la pena y regresó a La Bisbal con libertad vigilada hasta 1961.
Durante la dictadura franquista, volvió a su trabajo de librera y a pesar de la represión, la librería Hugas se convirtió en una pequeña biblioteca donde se hacían tertulias culturales y se podían encontrar escritos en catalán.
Antes de morir, en 1983, dejó escritas unas memorias en catalán, que se conservan en el Archivo Comarcal del Baix Empordà, donde quedaba reflejado su pensamiento humanista y sus vivencias en prisión.

## Legado
En 2017, La Bisbal del Ampurdán la homenajeó dando su nombre a la biblioteca.